# Vote exhaustif
Le vote exhaustif est un système électoral utilisé pour élire un vainqueur unique. Dans le cadre de ce mode de scrutin, l'électeur offre un vote unique pour le candidat de son choix. Toutefois, si aucun candidat n’est soutenu par une majorité absolue de voix, le candidat ayant recueilli le moins de suffrages est éliminé et un nouveau tour a lieu. Ce processus est répété autant de tours que nécessaire jusqu’à ce qu’un candidat obtienne la majorité.
Le vote exhaustif présente des similitudes avec le scrutin majoritaire à deux tours mais comporte néanmoins des différences essentielles. Dans le cadre du système classique à deux tours, si aucun candidat n'obtient la majorité au premier tour, seuls les deux premiers ayant obtenu le plus de voix accèdent au second tour de scrutin, et un vainqueur majoritaire est déterminé au cours de cet ultime tour. En revanche, au vote exhaustif, un seul candidat est éliminé par tour ; ainsi, plusieurs tours peuvent être nécessaires avant qu'un candidat n'obtienne la majorité absolue. (Dans certaines circonstances, les deux candidats ou plus ayant recueilli le plus de voix peuvent être éliminés simultanément s'ils obtiennent ensemble moins de voix que le candidat ayant obtenu le plus de voix au-dessus d'eux. En d'autres termes, cette « exclusion en masse » ne peut pas modifier l'ordre d'élimination, contrairement à un système à deux tours.)
Étant donné que les électeurs peuvent être amenés à voter plusieurs fois, le vote exhaustif n’est pas utilisé lors d'élections à grande échelle. Il est plutôt utilisé lors de scrutins impliquant au plus quelques centaines d'électeurs, comme l'élection d'un Premier ministre ou du président d'une assemblée. Le vote exhaustif est actuellement utilisé, sous différentes formes, pour élire les membres du Conseil fédéral suisse, le président de l'Assemblée Nationale en France, le Premier ministre d'Écosse, le président du Parlement européen, les présidents de la Chambre des communes du Canada, de la Chambre des communes britannique et du Parlement écossais, la ville hôte des Jeux olympiques et l'hôte de la Coupe du monde de football, et, autrefois, pour élire le président et le contrôleur d'État d'Israël, qui sont désormais élus - bien que toujours indirectement par la Knesset - selon un système à deux tours.

## Mise en œuvre

Un exemple de bulletin de vote

À chaque tour d'un vote exhaustif, l'électeur marque simplement un « x » à côté de son candidat préféré. Si aucun candidat n'obtient la majorité absolue des voix (c'est-à-dire plus de la moitié) au premier tour, alors le candidat ayant obtenu le moins de voix est éliminé tandis que tous les autres candidats accèdent au second tour. Si aucun candidat n’obtient la majorité, le candidat ayant recuieilli le moins de voix est à nouveau éliminé et il y a un troisième tour. Le processus se répète autant de tours que nécessaire pour qu’un candidat obtienne la majorité. Si nécessaire, l’élection se poursuivra jusqu’à ce qu’il ne reste plus que deux candidats. Lorsque cela se produit, l'un des deux doit obtenir la majorité absolue, à condition qu'il y ait un nombre impair de votes valides exprimés.
Entre les tours, l’électeur est entièrement libre de changer de candidat favori pour quelque raison que ce soit, même si son candidat préféré n’a pas encore été éliminé du scrutin.

### Variantes
- Il est possible d'imposer un plus grand nombre de voix pour gagner, comme un vote aux deux tiers, soit à tous les tours, soit aux premiers tours : une majorité qualifiée est alors requise pour l'emporter. Par exemple, lors des premiers tours de l'élection du président de l'Italie, une "supermajorité" est nécessaire pour l'emporter, celle-ci n'étant plus requise qu'à partir du quatrième tour de scrutin.
- Dans certaines variantes du vote exhaustif, il n’existe pas de règle formelle pour éliminer les candidats d’un tour à l’autre ; les candidats sont plutôt censés se retirer volontairement.
- Certaines variantes augmentent lentement le seuil d’élimination pour encourager le compromis. Par exemple, le parti démocrate-paysan-travailliste du Minnesota pour l'approbation du Sénat américain en 2008 a utilisé un vote exhaustif avec un seuil de qualification commençant à 5 % puis passant à 25 % après le cinquième tour, après quoi le candidat ayant obtenu le moins de voix était éliminé par tour jusqu'à ce qu'il n'en reste plus que deux.
- Il existe également des variantes qui excluent plus d’un candidat à la fois. Par exemple, lors des élections pour les présidents des Chambres des communes du Canada et du Royaume-Uni, tout candidat obtenant moins de 5 % de l'ensemble des suffrages au premier tour est immédiatement éliminé.

## Exemple
Supposons que le Tennessee organise une élection sur la localisation de sa capitale. La population est concentrée autour de quatre grandes villes. Tous les électeurs souhaitent que la capitale soit située le plus près possible d'eux. Les options sont les suivantes :
- Memphis, la plus grande ville, mais loin des autres (42 % des électeurs)
- Nashville, près du centre de l'État (26 % des électeurs)
- Chattanooga, un peu plus à l'est (15 % des électeurs)
- Knoxville, loin au nord-est (17% des électeurs)

Les préférences des électeurs de chaque région sont les suivantes :
| 42% des votants Extrémité-Ouest                     | 26% des votants Centre                              | 15% des votants Centre-Est                          | 17% des votants Extrémité-Est                       |
| --------------------------------------------------- | --------------------------------------------------- | --------------------------------------------------- | --------------------------------------------------- |
| 1. Memphis 2. Nashville 3. Chattanooga 4. Knoxville | 1. Nashville 2. Chattanooga 3. Knoxville 4. Memphis | 1. Chattanooga 2. Knoxville 3. Nashville 4. Memphis | 1. Knoxville 2. Chattanooga 3. Nashville 4. Memphis |

Tour 1. Au premier tour de scrutin, chacun vote pour sa propre ville :
- Memphis : 42 %
- Nashville : 26 %
- Knoxville : 17 %
- Chattanooga : 15 %

Tour 2. Aucun candidat n'obtient la majorité au premier tour, donc Chattanooga (ayant obtenu le moins de voix) est éliminé et les trois candidats restants passent au deuxième tour. Lors de ce tour, les partisans de Chattanooga votent plutôt pour Knoxville, la ville la plus proche de la leur. Aucun des autres électeurs n’a besoin de changer son vote. Les résultats sont donc :
- Memphis : 42 %
- Knoxville : 32 %
- Nashville : 26 %

Tour 3. Nashville est désormais éliminé, il ne reste donc que deux candidats pour le tour final. Les partisans de Nashville reportent leur vote sur Knoxville, la ville la plus proche de la leur. Le résultat du troisième tour est donc :
- Knoxville : 58 %
- Memphis : 42 %

Résultat : Après le troisième tour, Knoxville dispose de la majorité absolue et est donc le vainqueur.

## Utilisation en pratique
- Gouvernement écossais : Le Premier ministre, le président et les vice-présidents du Parlement écossais sont élus au vote exhaustif[1].
- La ville hôte des Jeux Olympiques est choisie par un vote exhaustif des membres du Comité International Olympique. Les membres d’un pays dont une ville participe à l’élection ne sont pas autorisés à voter, sauf si la ville a été éliminée.
- Le président du Parlement européen est élu par tous les membres de l'institution pour en être le «speaker». Lors d'une élection, si aucun candidat n'obtient la majorité absolue au premier tour, il y a alors jusqu'à trois tours supplémentaires. Aux deuxième et troisième tours, quiconque le souhaite est libre de se présenter, mais les candidats qui obtiennent de mauvais résultats se retirent parfois pour aider d'autres à être élus. Si personne n'obtient la majorité absolue au troisième tour, seuls les deux candidats ayant obtenu le plus de voix sont autorisés à passer au quatrième et dernier tour de scrutin[2].
- Le président de la Chambre des communes est élu au vote à bulletin secret par les membres de la Chambre. Si aucun candidat n’obtient la majorité absolue au premier tour, le candidat ayant obtenu le moins de voix et tout autre candidat ayant reçu moins de 5 % de tous les votes sont immédiatement éliminés. Les tours suivants se déroulent selon les règles ordinaires du vote exhaustif[1].
- Le président de la Chambre des communes du Canada est élu essentiellement selon la même variante du scrutin exhaustif utilisé pour son homologue britannique, les candidats ayant obtenu moins de 5 % des voix au premier tour étant immédiatement exclus[1].
- Le chef du Nouveau Parti démocratique du Canada est élu par les membres du parti selon un système mixte de vote à second tour instantané et de vote exhaustif. Ceux qui souhaitent voter une seule fois peuvent déposer un seul bulletin rempli selon le format du vote à second tour instantané, tandis que les autres membres peuvent déposer des bulletins séparés après chaque tour de scrutin. Le parti ayant utilisé ce format pour les élections à la direction de 2012 et 2017.
- Les candidats à la tête du Parti conservateur britannique sont présélectionnés par un vote exhaustif de députés élus jusqu'à ce qu'il ne reste plus que deux candidats. Les deux derniers candidats participent ensuite à un scrutin auprès des membres du parti pour sélectionner le chef.
- Le chef du Parti travailliste de Nouvelle-Zélande est élu au vote exhaustif des députés élus ; le candidat a besoin des deux tiers des voix pour être élu. Si deux candidats restent et qu'aucun n'obtient les deux tiers des voix, un collège électoral composé de députés, de membres du parti et de syndicats affiliés votera à la majorité simple[3].
- Le président de l'Afrique du Sud est élu au vote exhaustif par les membres de l'Assemblée nationale[4].

## Systèmes similaires

### Le système à deux tours
Comme indiqué ci-dessus, le vote exhaustif présente des similitudes avec le scrutin majoritaire à deux tours mais comporte néanmoins des différences essentielles. Dans le cadre du système classique à deux tours, si aucun candidat n'obtient la majorité au premier tour, seuls les deux premiers ayant obtenu le plus de voix accèdent au second tour de scrutin, et un vainqueur majoritaire est déterminé au cours de cet ultime tour. Parce qu’il ne nécessite que les électeurs retournent aux urnes au plus une seule fois, le système classique à deux tours est considéré comme plus pratique pour les grandes élections publiques que le vote exhaustif, et il est utilisé dans de nombreux pays pour l’élection des présidents et des organes législatifs. Cependant, les deux systèmes produisent souvent des gagnants différents. En effet, dans le cadre du scrutin à deux tours, un candidat peut être éliminé au premier tour alors qu’il aurait remporté l’élection s’il avait pu poursuivre au deuxième tour. Dans l’exemple ci-dessus, le système à deux tours aurait sélectionné Nashville au lieu de Knoxville.

### Primaire générale non partisane
La primaire générale non partisane est une variante du scrutin majoritaire à deux tours qui organise une pré-élection et permet aux deux premiers candidats de passer à l'élection générale. Il diffère généralement du système à deux tours de deux manières : 
- le premier tour ne permet pas de choisir un vainqueur,
- les partis politiques ne sont pas autorisés à limiter leur champ d'action par le biais d'une convention ou d'un caucus.

### Vote à second tour instantané
À certains égards, le vote exhaustif ressemble beaucoup au vote à second tour instantané (également connu sous le nom de « vote alternatif »). Dans les deux systèmes, si aucun candidat n’obtient la majorité absolue au premier tour, il y a des tours supplémentaires, le candidat ayant obtenu le moins de voix étant éliminé après chaque tour. Cependant, alors que dans le cadre du vote exhaustif, chaque tour implique que les électeurs reviennent pour voter à nouveau, dans le cadre du vote à second tour instantané, les électeurs ne votent qu'une seule fois. Cela est possible parce que, plutôt que de voter pour un seul candidat, l’électeur classe tous les candidats par ordre de préférence. Ces préférences sont ensuite utilisées pour « transférer » les votes de ceux dont la première préférence a été éliminée au cours du décompte.
Étant donné que le vote exhaustif implique des tours distincts, les électeurs peuvent utiliser les résultats d’un tour pour déterminer comment ils voteront au suivant, alors que cela n’est pas possible dans le cadre du vote à second tour instantané. De plus, comme il n’est nécessaire de voter qu’une seule fois, le vote alternatif a été utilisé pour des élections à grande échelle dans de nombreux endroits.

## Stratégies électorales
Comme le vote à second tour instantané, le vote exhaustif vise à améliorer le système plus simple du scrutin majoritaire à un tour en réduisant le risque du vote utile et en évitant les votes « gaspillés ». Dans le scrutin majoritaire à un tour, les électeurs sont encouragés à voter de manière tactique pour un seul des deux candidats arrivés en tête, car un vote pour un autre candidat n’affecterait pas le résultat.[réf. nécessaire]. Dans le cadre d'un vote exhaustif, cette tactique, est parfois inutile car même si le premier choix de l'électeur a peu de chances d'être élu, il aura toujours la possibilité d'influencer le résultat de l'élection en votant pour des candidats plus populaires une fois son favori éliminé. Toutefois, le vote exhaustif reste vulnérable au vote utile dans certaines circonstances.
Bien que le vote exhaustif soit conçu pour éviter le vote utile, la tactique reste efficace dans certaines élections. En effet, ce mode de scrutin élimine les candidats impopulaires lors des premiers tours, qui auraient pu bénéficier d’un soutien suffisant pour remporter l’élection s’ils avaient survécu un peu plus longtemps. Cela peut créer de fortes incitations pour que les électeurs votent de manière tactique.
Le vote exhaustif est également vulnérable à la tactique du « push over », où les électeurs votent tactiquement pour un candidat impopulaire lors d'un tour afin d'aider leur véritable candidat favori à gagner lors d'un tour ultérieur. Le but du vote en faveur du « push over » est de garantir que ce soit ce candidat faible, plutôt qu'un rival plus fort, qui reste pour défier le candidat préféré d'un électeur lors des tours ultérieurs. En soutenant un candidat « facile à convaincre », on espère éliminer un candidat plus fort qui aurait pu remporter l’élection.[réf. nécessaire]. La tactique du « push over » exige que les électeurs soient capables de prédire de manière fiable comment les autres voteront. Cela risque de se retourner contre lui, car si l'électeur tactique fait une erreur de calcul, le candidat qu'il considérait comme un « push over » pourrait finir par battre le candidat préféré de l'électeur. Le vote à second tour instantané est moins sensible à cette tactique, car les électeurs ne peuvent pas modifier leur première préférence au cours des tours successifs. Une fois qu’un électeur a choisi un candidat favori, il le restera jusqu’à ce que ce candidat soit éliminé, ce qui augmente la probabilité que le candidat favori soit élu aux dépens du candidat préféré.

### Exemples

#### Vote utile
Dans l'exemple ci-dessus, Knoxville gagne, le dernier choix des supporters de Nashville et de Memphis. Si les partisans de Memphis avaient fait un vote utile en votant pour Nashville (leur deuxième choix) au premier tour, alors Nashville aurait été élu immédiatement, tandis que si les partisans de Nashville avaient tous fait un vote utile en votant pour leur deuxième choix, Chattanooga, au premier tour, alors Chattanooga aurait été élu au deuxième tour.

#### "Push over"
Imaginez une élection dans laquelle il y a 100 électeurs qui votent comme suit :
- Crème glacée : 25 votes
- Tarte aux pommes : 30 votes
- Fruit : 45 votes

Aucun candidat n'obtient la majorité absolue des voix donc Crème glacée est éliminé dès le premier tour. Les partisans de Crème glacée préfèrent Tarte aux pommes à Fruit, donc au deuxième tour, ils votent pour Tarte aux pommes et Tarte aux pommes est la gagnante. Cependant, si seulement six partisans de Fruit avaient utilisé la tactique du « push over », ils auraient pu changer ce résultat et assurer l'élection de Fruit. Ces six électeurs peuvent le faire en votant pour la crème glacée au premier tour, par « push over ». Si tel est le cas, les votes exprimés au premier tour ressembleront à ceci :
- Crème glacée : 31
- Tarte aux pommes : 30
- Fruit : 39

Cette fois, Tarte aux pommes est éliminé au premier tour et Crème glacée et Fruit passent au deuxième tour. Les électeurs tactiques savent que Crème glacée sera un candidat plus facile à battre pour Fruit au second tour que Tarte aux pommes — en d'autres termes, que Crème glacée sera un « push over ». Au deuxième tour, les électeurs tactiques votent pour leur véritable premier choix, Fruits. Par conséquent, même si seulement six partisans de la tarte aux pommes préfèrent Fruits à Crème glacée, le résultat du deuxième tour sera :
- Crème glacée : 49
- Fruit : 51

Ce sont donc Fruits qui seront élus. Le succès de cette tactique repose sur la capacité des supporters de Fruit à prédire que Crème glacée peut être battu par Fruit au deuxième tour. Si une large majorité des partisans de Tarte aux pommes avaient voté pour Crème glacée, la tactique du « push over » aurait eu l'effet inverse, conduisant à l'élection de Crème glacée, que les partisans de Fruit aiment encore moins que Tarte aux pommes.

## Effets sur les candidats et les partis
Le vote exhaustif encourage les candidats à s’adresser à un large éventail d’électeurs. En effet, pour obtenir finalement la majorité absolue des voix, un candidat doit obtenir le soutien des électeurs dont le candidat favori a été éliminé. Dans le cadre du vote exhaustif, les candidats éliminés et les partis qui les soutenaient auparavant émettent souvent des recommandations à leurs partisans quant à la personne pour laquelle ils devraient voter lors des tours restants du scrutin. Cela signifie que les candidats éliminés sont toujours en mesure d’influencer le résultat de l’élection.